# Sportverlag Berlin
Der Sportverlag Berlin war ein deutscher Sportverlag.
Der Verlag wurde 1947 gegründet und war einer der bedeutendsten Sportverlage in der DDR. Der Verlag befand sich in der Neustädtischen Kirchstraße 15 in Berlin-Mitte.
Im Verlag erschienen unter anderem das Deutsche Sportecho, Die neue Fußballwoche und der Sport-Almanach.